# Ellen Terry
Dame Ellen Terry, nata Alice Ellen Terry (Coventry, 27 febbraio 1847 – Tenterden, 21 luglio 1928), è stata un'attrice britannica.
Fu insignita dell'Ordine dell'Impero Britannico. Nata come Alice Ellen, invertì i suoi due nomi al momento del suo primo matrimonio.

## Biografia

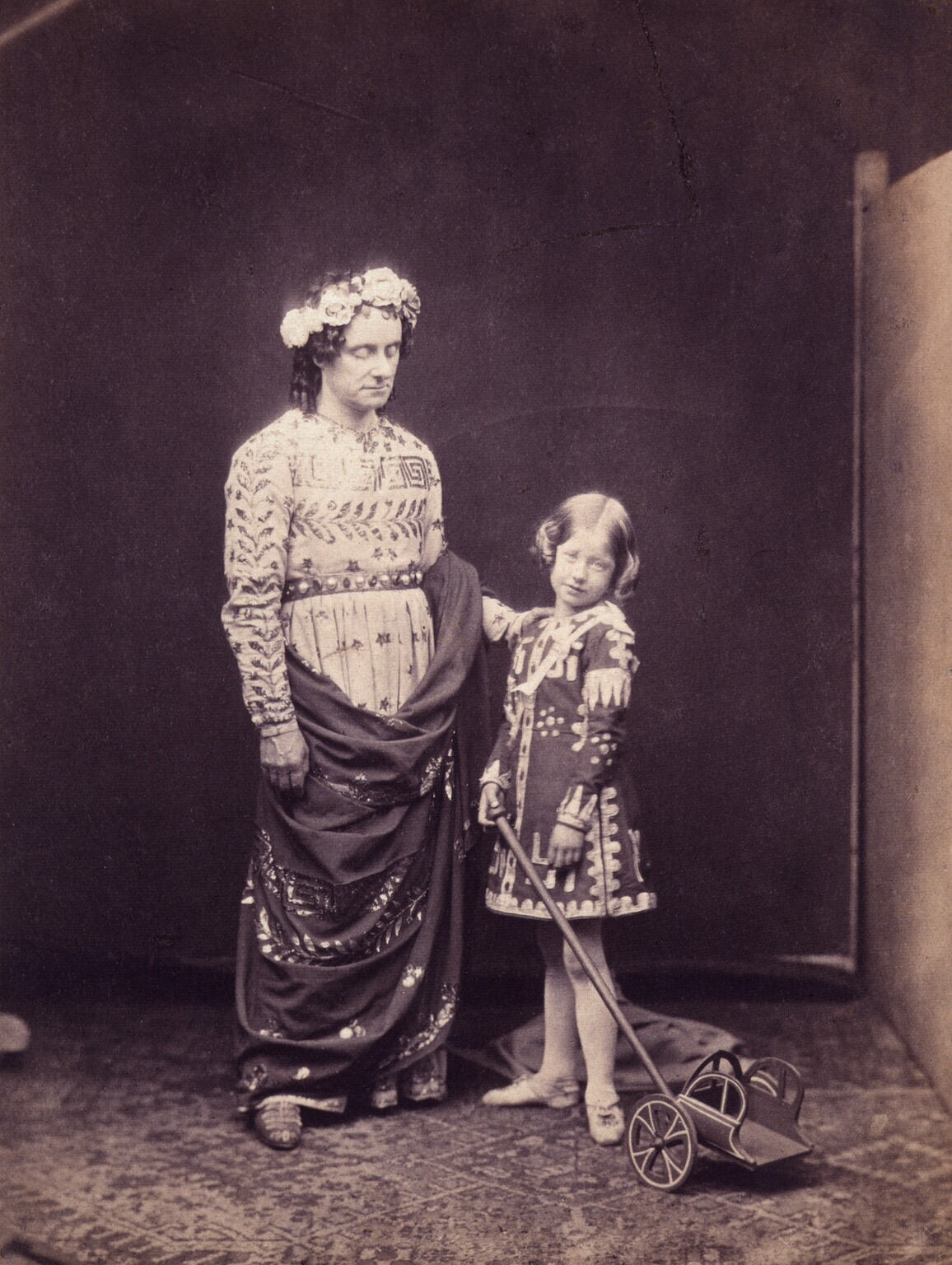
Ellen Terry, attrice bambina, in scena con Charles Kean (1856)

Ellen Terry nacque a Coventry in Inghilterra secondogenita di Benjamin Terry e Sarah Ballard, entrambi attori. Anche suo fratello Fred e sua sorella Kate intrapresero la carriera di attori. Apparve sul palcoscenico quando era ancora bambina. Non andò mai a scuola.

### Gli esordi al Princess Theatre
Il primo ingaggio di Ellen, all'età di otto anni, fu nel 1856 al Princess Theatre  dove recitò la parte di Mamilio nel Racconto d'Inverno di Shakespeare, che fu replicato consecutivamente per centouno serate. Anche sua sorella Kate, che aveva iniziato a recitare a Londra nel 1852 recitò la stessa parte. Gli attori bambini sono presenti da sempre sulla scena in ruoli di supporto e come parte del loro apprendistato, ma solo agli inizi nell'Ottocento la critica e il pubblico sembrano cominciare a prenderne nota e a evidenziare il loro contributo negli spettacoli. Kate e Ellen Terry sono tra le prime attrici bambine a ricevere pubblico riconoscimento per il loro lavoro in ruoli giovanili. Ellen andò in scena al Princess Theatre con grande successo personale fino al 1859, nel quale, come ella stessa ricorda nella sua autobiografia, ero una bambina forte, felice e piena di vita. In quegli anni interpreta anche i ruoli di Puck in A Midsummer Night's Dream (1856), Prince Arthur in King John (1858), e Fleance in Macbeth (1859).

### Gli anni successivi e l'arrivo al Royalty Theatre
Nei due anni consecutivi,  Ellen e Kate viaggiarono in tournée con i loro genitori e un musicista, spostandosi in una città diversa quasi ogni giorno e dormendo in piccole taverne. La famiglia ritornò a Londra nel 1861.
Tra il 1861 e il 1862 Ellen fu ingaggiata dal Royalty Theatre, diretto da Madame Albina de Rhona.
Nel 1862 raggiunse sua sorella Kate a Bristol ed iniziò a lavorare con la compagnia di J.H. Chute, dove interpretò un'ampia varietà di ruoli. Ellen fece notare che non era capace di cantare o danzare. Le fu risposto che lo avrebbe dovuto fare in ogni caso. Presto fu ben lieta tanto di recitare Shakespeare che di interpretare commedie burlesche.

### I grandi ruoli e i riconoscimenti

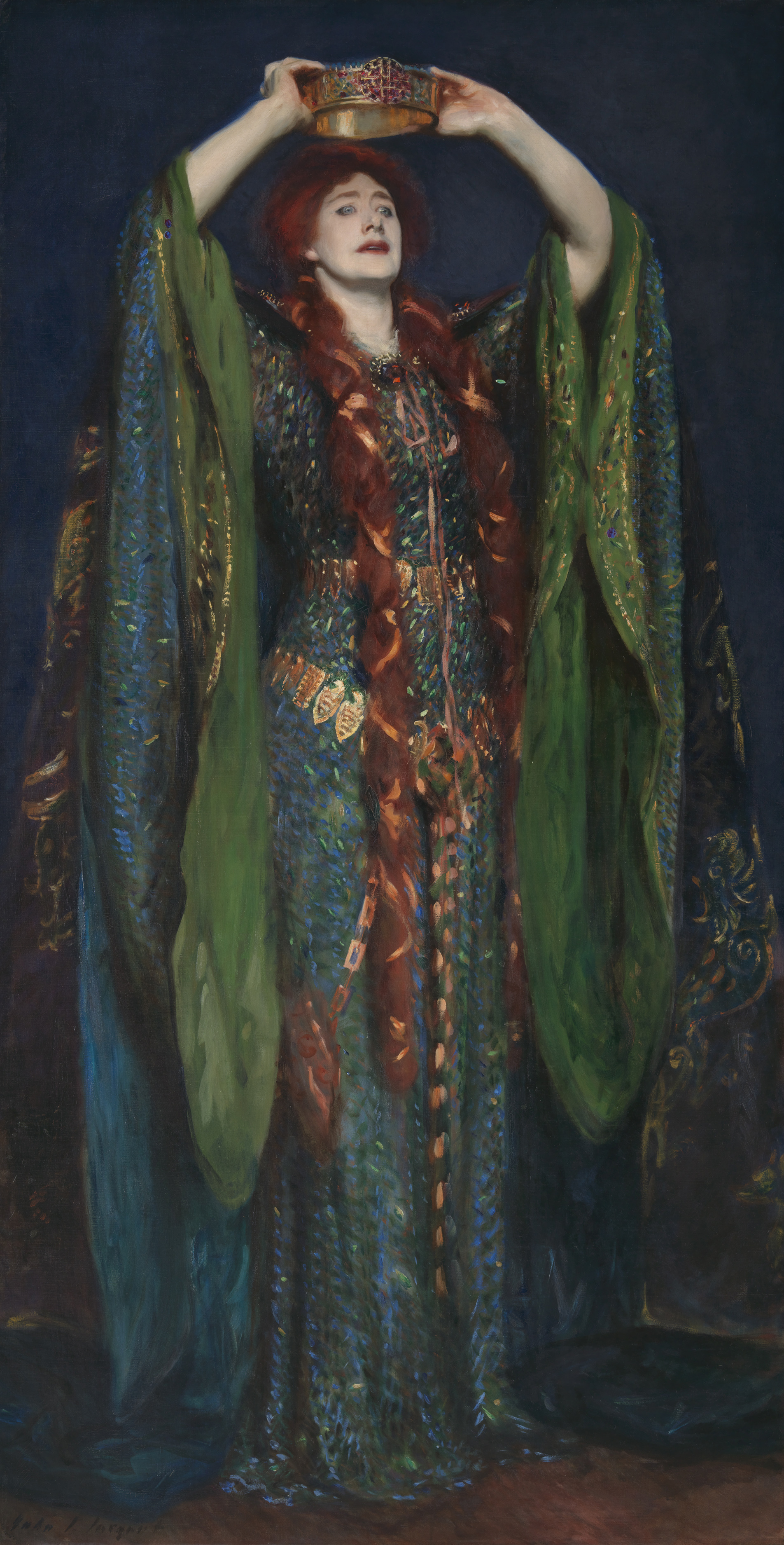
Ellen Terry nella parte di Lady Macbeth in un dipinto a olio di John Singer Sargent del 1889.

Nel 1863 Chute aprì il Theatre Royal a Bath dove Ellen interpretava la parte di Titania nel Sogno di una notte di mezza estate.
Dal 1874 Ellen Terry divenne l'attrice shakespiriana più famosa di Londra.
Nel 1878 dopo averla vista in Olivia di W.G. Willis, Henry Irving la invita a far parte della sua compagnia al Lyceum.
I suoi spettacoli con Irving ebbero successo  in Inghilterra e negli Stati Uniti.
Rimane nella storia del teatro il loro cavallo di battaglia, il famoso duetto di Benedetto e Beatrice, amanti dispettosi, in Molto rumore per nulla.
Tra i ruoli interpretati:
Ofelia (1878), Porzia (1879), Desdemona (1881), Giulietta e Beatrice (1882), Cordelia (1892) e Volumnia (1901).
Nel 1903 divenne impresaria dell'Imperial Theatre.
Ellen Terry, nella sua carriera, partecipò a diversi film. Il primo lo girò nel 1918.
Nel 1925 divenne Dama insignita dell'Ordine dell'Impero Britannico.

## Vita privata
Ellen Terry si sposò tre volte, e fu coinvolta in diverse relazioni durante la sua vita. A Londra mentre era ingaggiata dall'Haymarket Theatre Ellen venne immortalata con sua sorella Kate in un dipinto del celebre artista George Frederic Watts del quale si innamorò. Lo sposò il 20 febbraio 1864 subito dopo il suo sedicesimo compleanno, quando Watts aveva 46 anni.
Durante il breve periodo del suo matrimonio con Watts, Ellen Terry smise di recitare, ma non si sentì mai a suo agio in quella vita e non fu mai fedele a suo marito, dal quale si separò dopo solo 10 mesi di matrimonio.
La nascita di suo figlio, Edward Gordon Craig nel 1872 fu il risultato di una sua relazione con l'architetto Edward William Godwin, con il quale si ritirò nell'Hertfordshire interrompendo ancora una volta la sua attività di attrice. La loro relazione terminò nel 1874 ed Ellen tornò a recitare.
Nel 1876 si sposò con il celebre attore Charles Kean. Durante questo periodo diede vita ad una profonda amicizia e ad una fitta corrispondenza con George Bernard Shaw. Dopo aver divorziato da Kean, contrasse nuove nozze nel 1907 con l'attore americano James Carew.
Suo figlio Edward Gordon Craig divenne anch'egli un noto attore e direttore di teatro, sua figlia Edith Craig fu regista teatrale ed attrice e attivista per il voto alle donne in Inghilterra; suo nipote Sir John Gielgud divenne anch'egli un noto attore.
La cantante Helen Terry e la disegnatrice Helen Craig sono sue dirette discendenti.
Le sue ceneri riposano a Londra presso San Paul, Covent Garden.

## Filmografia

### Attrice
- The Invasion of Britain, regia di Herbert Brenon (1918)
- Denny from Ireland, regia di William H. Clifford (1918)
- Victory and Peace, regia di Herbert Brenon (1918)
- Her Greatest Performance, regia di Fred Paul (1919)
- Pillars of Society, regia di Rex Wilson (1920)
- Potter's Clay, regia di H. Grenville-Taylor e Douglas Payne (1922)
- La ragazza di Boemia (The Bohemian Girl), regia di Harley Knoles (1922)